# Tutmonda esperantista vegetarana asocio
La Tutmonda esperantista vegetarana asocio (Associazione esperantista vegetariana mondiale, abbreviata in TEVA) è un'associazione di esperantisti vegetariani. Fu fondata nel 1908 ed è una delle più antiche organizzazioni di vegetariani esistenti.

## Esperanto e vegetarianismo
Tra gli esperantisti ci sono proporzionalmente molti più vegetariani che tra i  non-esperantisti. Ciò generò delle indagini tra i membri della Esperanto-Asocio de Britio nel 1968 e tra i membri della Esperanto-Asocio de Germanio nel 1992. L'esperantista inglese Peter Glover Forster fece attenzione al fatto che esista una generale relazione tra vegetarianismo e pacifismo ed in seguito anche tra vegetarianismo ed esperanto.

## Storia della TEVA
Già nel 1893 apparvero nel periodico La Esperantisto due articoli favorevoli al vegetarianismo, che Zamenhof poi riprese nel suo Fundamenta Krestomatio: nel racconto "La hejmo de la metiisto" ("La casa dell'artigiano") e nell'articolo "Kio estas vegetarismo?" ("Cosa è il vegetarianismo?"); eventualmente si può menzionare l'articolo "mangiando soprattutto piante si vive più a lungo" come terzo esempio. Ciò fa supporre che già Zamenhof avesse un parere positivo al vegetarianismo.
Il 16 agosto 1908, durante l'UK 1908 a Dresda, nacque la  Internacia Unuiĝo de Esperantistaj Vegetaranoj (Unione internazionale dei vegetariani esperantisti, abbreviata in IUEV), che,  qualche anno dopo, cambiò il suo nome in  Vegetara Ligo Esperantista (Lega Vegetariana Esperantista, siglata in "VLE") ed infine - soltanto dopo la seconda guerra mondiale - in  Tutmonda Esperantista Vegetarana Asocio (TEVA).
L'associazione fu fondata (da 19 membri) per l'incitazione di René de Ladevèze. Secondo l'Enciclopedia di esperanto, Lev Tolstoj (lui stesso vegetariano) accettò grazie ad una speciale conferma scritta la sua presidenza onoraria. Secondo l'Esperantista vegetarano (periodico ufficiale della TEVA) del 1995, p. 23, anche Ludoviko Zamenhof era tra i membri fondatori, ma desiderò che ciò non fosse menzionato nella letteratura vegetariana. Non è chiaro se questa informazione sia vera.
Due giorni dopo la IUEV fu fondata anche la non-esperantista Unione vegetariana internazionale (IVU) - pure questa a Dresda, perché J. Arthur Gill, esperantista e segretario della Società vegetariana quacchera (Friends Vegetarian Society, fondata nel 1902) propose ai non-esperantisti di organizzare un proprio congresso di fondazione legato con l'UK, affinché gli esperantisti vegetariani possano partecipare ad entrambi gli avvenimenti ed aiutare la comprensione internazionale del vegetarianismo nel congresso dell'IVU per mezzo dell'esperanto. Ma alla fine soltanto pochi esperantisti vollero partecipare anche all'avvenimento non-esperantista.
Nel quarto congresso dell'IVU nel 1913 all'Aia, l'esperanto fu una delle 5 lingue ufficiali.
Nel 1914 uscì il primo numero del periodico esperantofono "Vegetarano" ("Un vegetariano"), redatto da Oskar Bünemann. Dal 1927 al 1932 il periodico fu nello stesso tempo l'organo officiale dell'IVU. In quel periodo incluse informazioni internazionali sul vegetarianismo non solo in Esperanto, ma anche in inglese, francese e tedesca. Per cause finanziarie l'IVU cessò di emettere il periodico nel 1932.
Nel 1954, Natan Ben-Cion Ĥavkin da Israele riorganizzò la società. Dal 1971 Arnošt Váňa la riattivò dalla Slovacchia. Annunciò il principio che i membri non devono pagare una quota fissa, ma una donazione annuale, la cui altezza possono loro stessi definire. Questo principio rimase nella TEVA fino al 2008.
Nel 1992 Arnošt Váňa cedette la presidenza a Christopher Fettes. Ma negli anni successivi avvenne uno scisma - i membri della TEVA non ricevettero lo stesso numero del Esperantista Vegetarano in Italia ed in Slovacchia, nei quali addirittura erano indicati differenti nomi dei direttori e diversi conti per le donazioni. I problemi furono accusati dall'ottantacinquenne Váňa, la cui salute, negli ultimi anni della sua vita, aveva cominciato a deteriorarsi prima di morire nel 1998. Lo scisma terminò per la decisione dei membri di preferire un'associazione con uno statuto e con l'elezione democratica di un Consiglio di Presidenza (con Christopher Fettes come presidente) al gruppo di amici guidato da Váňa.
Degli attivisti o sostenitori della TEVA menzionati, 4 divennero presidenti onorari: Lev Tolstoj, René de Ladevèze, Natan Ben-Cion Hxavkin e Arnošt Váňa.

## Scopi ed attività della TEVA
Secondo il suo statuto, l'associazione mira a "diffondere l'esperanto tra i vegetariani ed il vegetarianismo tra gli esperantisti", in una "collaborazione amichevole ed attiva, con scopo il rispetto della natura e di tutti gli esseri viventi". Il suo slogan è "Vivu kaj lasu vivi" ("Vivi e lascia vivere").
La TEVA pubblica il periodico Esperantista Vegetarano (uscita irregolare, dal 2009 di nuovo due volte all'anno; contiene 40 pagine). Non è più stampato il Letero de la Esperantista Vegetarano (Lettera del Vegetariano Esperantista) che precedentemente usciva in aggiunta.
Non ha un proprio "avvenimento" autonomo, ma ne organizza uno quasi ogni anno in concomitanza col Congresso Universale di Esperanto. Oltre alla TEVA partecipano anche altre organizzazioni esperantiste e vegetariane. I membri della TEVA hanno operato recentemente per esempio nel 36º Congresso dell'IVU nel 2004 a Florianópolis in Brasile ed anche nel 38º Congresso dell'IVU a Dresda, dove sia l'IVU che la TEVA hanno festeggiato il loro centesimo compleanno.
La TEVA ha rappresentanti in 21 Nazioni. È membra dell'IVU e dell'EVU (European Vegetarian Union), ed è un socio specializzato collaborante con l'Universala Esperanto-Asocio.
Nel gennaio 2005 è stato fondato un sito per la diffusione di vegetariani esperantisti presso il yahoogroups, che - contrariamente alle più precoci prove in quella direzione - divenne sufficientemente operoso.
Nel 2008 la TEVA ha avviato un blog presso Ipernity e nel 2009 ha anche aggiunto un gruppo di esperantisti vegetariani presso Couchsurfing.

## Consiglio di presidenza della TEVA

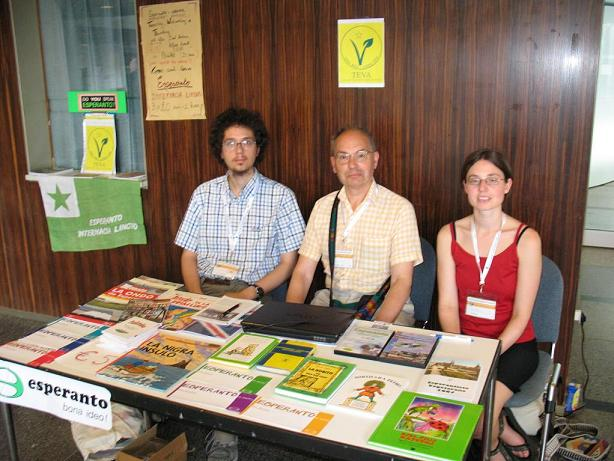
Il Consiglio di presidenza della TEVA a Dresda durante il 38º Congresso vegetariano internazionale. Da sinistra: Francesco Maurelli, Christopher Fettes e Heidi Goes.

Durante la UK del 2008 a Rotterdam è stato eletto il nuovo Consiglio della TEVA. Consiste nei seguenti membri:
- Christopher Fettes, presidente
- Jozefo Nemeth, vicepresidente e redattore della rivista
- Francesco Maurelli, vicepresidente e curatore del sito internet
- Heidi Goes, segretario generale (e da giugno 2009 anche tesoriere)